# Beotegi
Beotegi est un hameau de la commune d'Ayala dans la province d'Alava dans la communauté autonome du Pays basque. Avec la localité de Menagarai, il forme le concejo de Menagarai-Beotegi.

## Démographie
| 2000 | 2001 | 2002 | 2003 | 2004 | 2005 | 2006 | 2007 |
| ---- | ---- | ---- | ---- | ---- | ---- | ---- | ---- |
| 49   | 48   | 54   | 58   | 62   | 65   | 65   | 56   |